# チャイナドレス

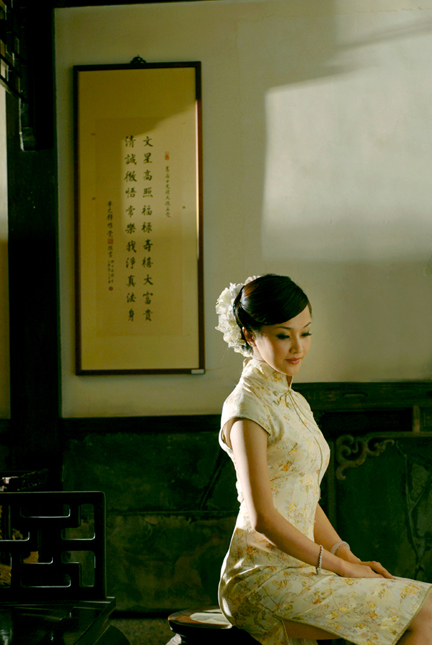
20世紀以降のチャイナドレスの女性像

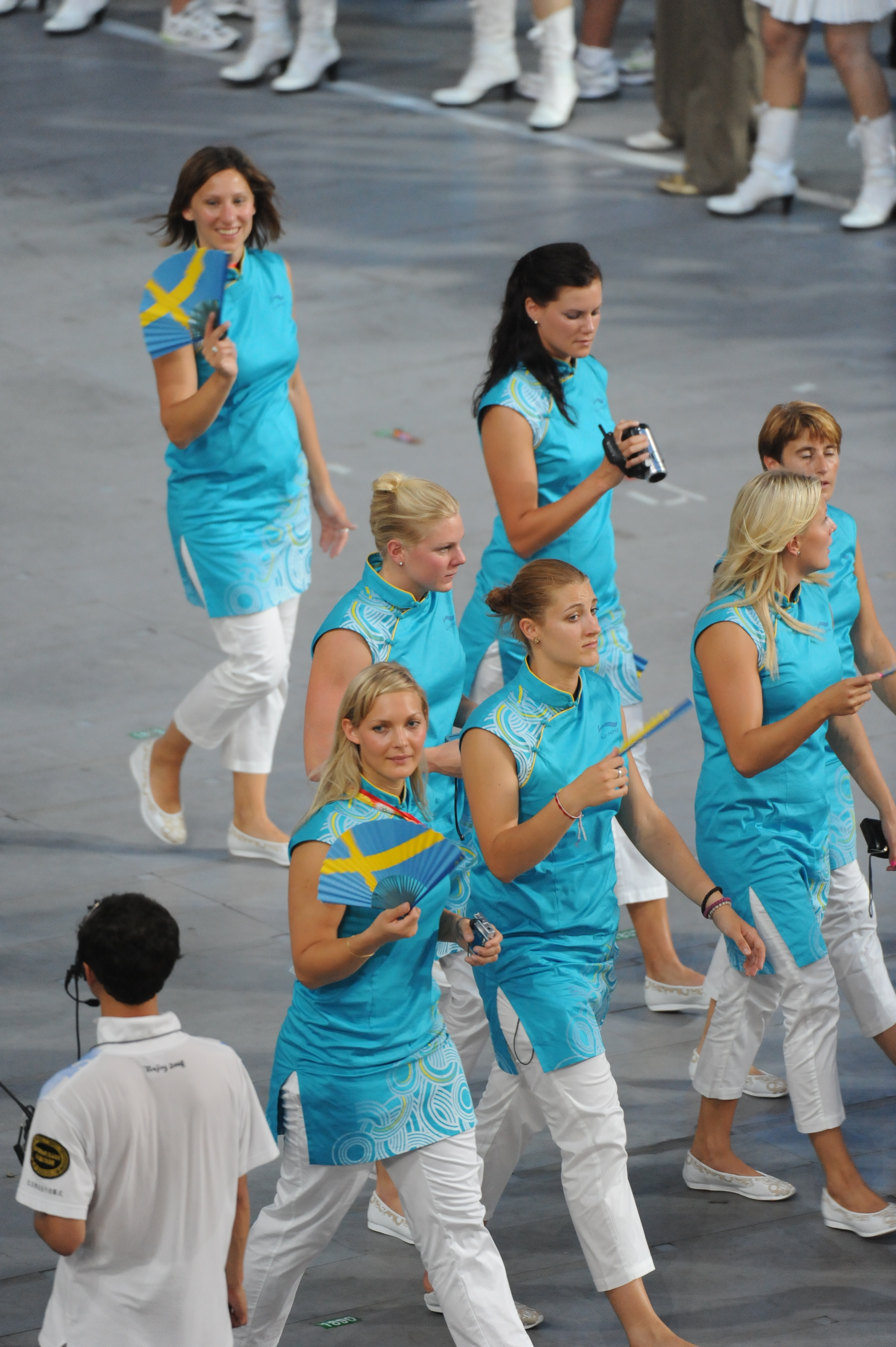
21世紀、北京オリンピックに参加する青いチャイナドレスのスウェーデン女性群

チャイナドレス、また旗袍（チーパオ）とは、詰襟で横に深いスリットが入った、主に女性が着ているボディコン型のワンピースのことを指す。上海の女性生徒たちが20世紀の中華民国の時代に、モンゴル国のデールをルーツとする満洲服に、洋服の要素を取り入れて作った現代風の衣装である。

## チャイナドレスという言葉

### 日本語

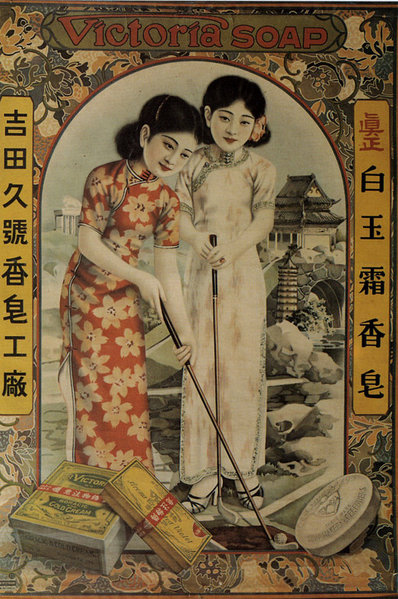
香港の広告絵に描かれたチャイナドレス婦人像。

「チャイナドレス」という言葉は和製英語であり、中国や欧米では使われていない。この言葉がいつから、誰によって作られたのかは今でも不明である。

### 中国語
チャイナドレスは中国語で「旗袍（チーパオ）」という漢字で表記されている。
旗袍の「旗」は「清国の貴族階級である八旗」のことを指し、「袍」は「○○の騎馬用服」のことを指し、つまり「旗袍」は「八旗の貴族たちが着る騎馬服」という意味になる。また、「旗袍」という漢字表記は、清国の時代ではなく中華民国の時代で統一した。
一般的に女性用のものは「旗袍」、男性用のものは「長衫」や「馬褂」と表記されているが、男性用のものも「旗袍」に表記されることがある。本稿では日本語の習慣に合わせ、主に女性用の旗袍を中心に紹介している。

### 英語
英語圏では主に「Cheongsam（チョーサム）」と呼ばれ、時には「Mandarin gown（マンダリンガウン）」や「Mandarin dress（マンダリンドレス）」とも呼ばれている。もっとも使われている「Cheongsam」は、上海語の「長衫（ザンセー）」から派生しており、「長衫」という漢字が上海から香港に伝わる際に、香港の広東語の発音に合わせて「チョーサム」に変更した。そして、当時の香港はイギリスの植民地だったため、「チョーサム」という発音が英語圏にも広まるようになり、書き方も英語の「Cheongsam」へと変化した。一方、中国国内では「長衫」における発音がさまざまだが、全て「長衫」という漢字で表記し続けている。
英語の「Cheongsam」は日本語の「チャイナドレス」と同じ意味で扱われ、主に「体にフィットした、女性用のセクシーな中華服」を指している。しかし、中国の上海や香港では「長衫」という漢字は「露出が少なく、男女問わずに着る礼服や晴れ着」を意味し、「旗袍」が「女性用のセクシーな衣装」を指している。同じ「長衫」に表記されても、中国語と英語が指すものは異なっている。

## チャイナドレスに対しての認識
結論から言うと、チャイナドレスは中国の民族衣装ではない。
日本では「チャイナドレスは中国の民族衣装」と誤解されることが多いが、中国における最大の民族団体は漢民族であり、チャイナドレスは漢民族の民族衣装ではないどころか、中国の伝統衣装ですらもない。漢民族の民族衣装は「漢服」であり、現代の中華人民共和国には漢民族と55の少数民族がともに住んでおり、チャイナドレスよりも漢服や各少数民族の民族衣装を持っている人のほうが圧倒的に多い。
チャイナドレスの原型は清国の「満洲服」であり、そして満洲服のルーツはモンゴル国のデールにある。現代風のチャイナドレスは最後の中華王朝である「清国」が滅んだあと、中華民国の時代で誕生された服装であり、歴史としてはまだ百年ほどしかない。中華民国が成立した初期に、上海の女性生徒たちは中華風の男性用服に西洋の要素を取り入れて、チャイナドレスを作ったため、その外観は満洲服の中の「袍」という男性用の騎馬服の種類にもっとも近い。
中国人の視点からみると、チャイナドレスは「中国全体における民族衣装」という認識は薄く、むしろ「中華民国の時代で誕生され、中華風と西洋風が組み合わさった現代の衣装」として認識されている。つまり、本場の中国では「チャイナドレス＝中国の民族衣装」という考え方自体が存在しない。中華人民共和国の時代になると、中国在住の満州人たちはチャイナドレスを次第に着なくなり、現代の洋服や伝統的な満州服を着るようになった。一方、一部の漢民族の女性はセクシーさや利便性を求めてチャイナドレスをよく着ている。
また、中国や香港・台湾などの華人地域では、男女を問わず詰め襟や中華風の飾りボタンが付いたジャケットがある。このジャケットは「唐装（タンズォン）」と呼ばれ、基本的には男性用のものであるが、女性が着ても構わない。唐装はチャイナドレスと同様に、中国古来の伝統衣装ではないが、現代の礼装として着用されることもある。一方、華人の多い東南アジアでは「唐装」に似た「マオカラースーツ」という伝統衣装が存在しているが、これは中国からの影響を受けて発展したものではない。

## 歴史

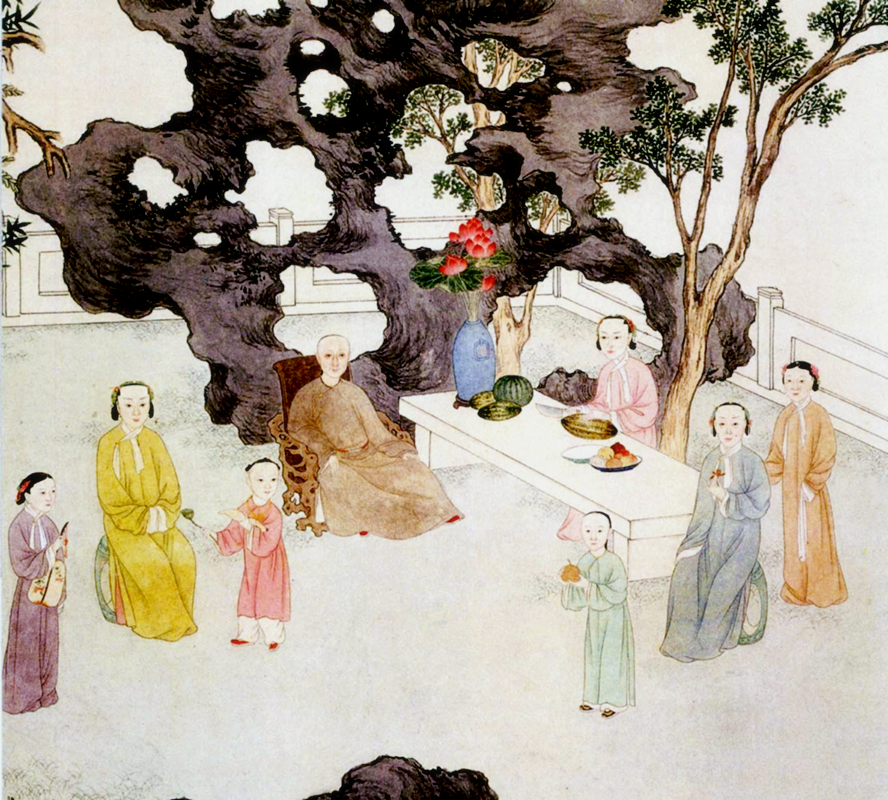
清国の中盤、嘉慶帝時代の満洲人家庭。この時の満洲服は、デールのようにシンプルなデザインを持つ。

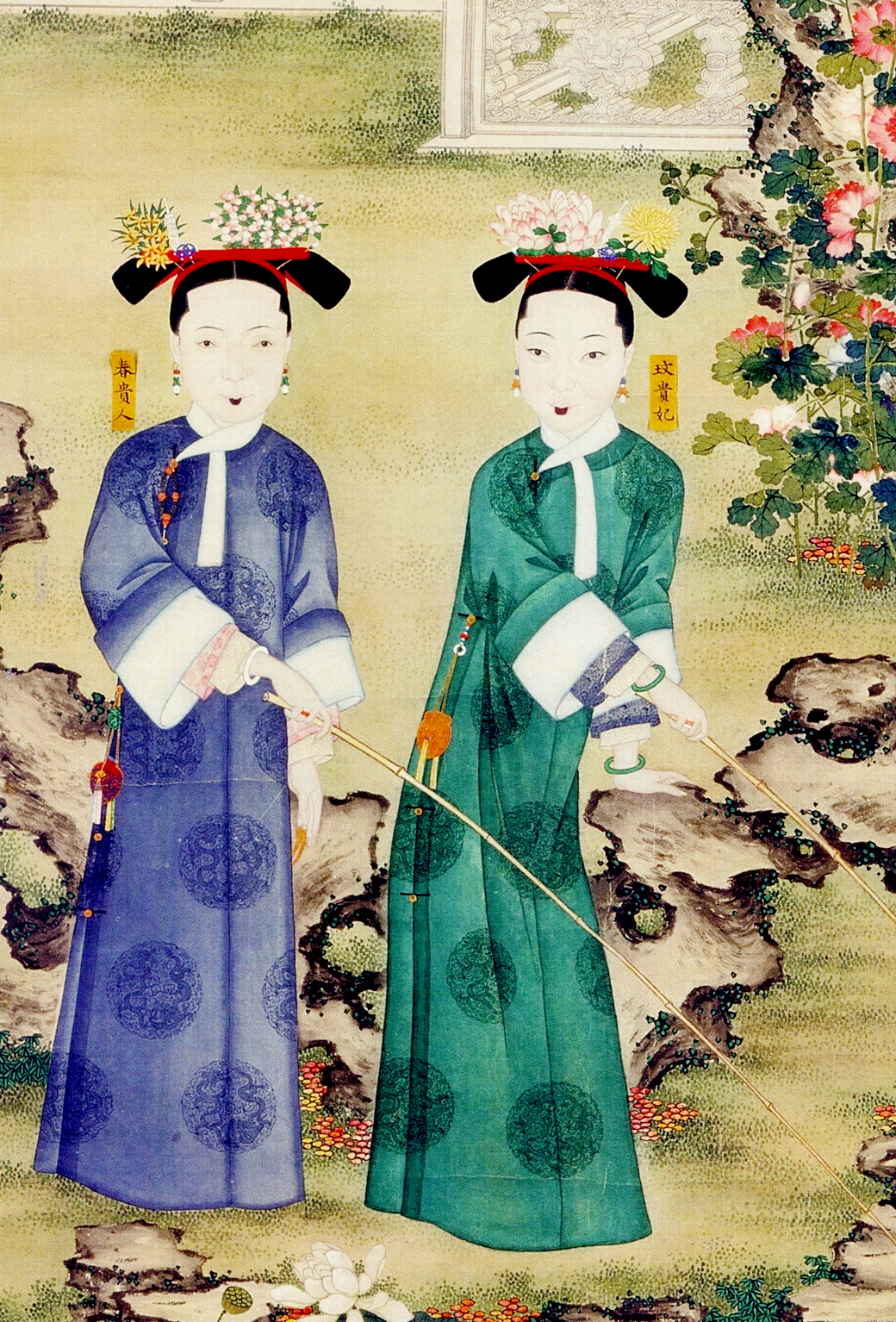
清国の後半に入ると、両把頭が出現。皇帝の側室、玫貴妃・春貴人の両把頭付きの満洲服。

チャイナドレスのルーツはモンゴル国の「デール」にある。そして満洲人がこのデールの要素を取り入れて「満洲服」を作り、それがチャイナドレスの元になった。満洲服の見た目は清の中期からモンゴル風の様式と乖離しつつ、徐々に中華風へと進化していて、中華民国の頃でついに現代風のチャイナドレスとなった。だから満州服とチャイナドレスは多くの要素が共通している。また、中国人が清の建国以前で着ていた服は「漢服」と呼ばれ、詳しくは各項目を参照すること。

### 概論
満洲人はもともと特定の民族衣装を持っていなかった。14～15世紀、満州人は生活や戦闘をしやすくするために、隣接する北アジアの騎馬民族であるモンゴル人のデールという服を参考にし、いくつかの要素を取り入れて自分たちの民族衣装「満州服」を作り出した。
16世紀、満洲人が漢民族の王朝「明国」を征服したあと、貴族階級である「旗人」は漢民族を支配しやすくするために、多くの漢民族に低級貴族の身分を与えていた。その結果、旗人の中では漢民族が多数派となり、満洲人は逆に少数派となった。
漢民族系の旗人は、満洲服に大きな中華風の改造を加え、中国古来の「漢服」の模様や刺繍・生地の織り方などの工芸を満洲服の中に詰め込ませていた。こうして満洲服は徐々に戦闘用や騎馬用のデールから離れ、清の中盤以降、中華風の濃い満洲服が中国各地に住んでいる漢民族の「旗人」によって中国全土に広まっていた。このときの満洲服には統一された名称がなく、「満洲服」「騎装」「旗装」「旗服」など、複数の呼び方が同時に存在していた。
17世紀、満洲服は清国の属国であるベトナムの「アオザイ」にも、大きな影響を与えていた。
19世紀に入ると、清国の弱体化と西洋勢力の進出により、西洋の要素を取り入れた現代風の満洲服、つまり現在のチャイナドレスが正式的に登場していた。最初にチャイナドレスを着用したのは、西洋的な教育を受けた上海の女性生徒であった。彼女たちは「男女平等」の理念に基づき、満洲服の中で「袍」という男性用の服を選び、それを女性用の服へと改造していた。チャイナドレスの中国語名も、この「袍」をモデルにしたことから「旗袍」という漢字で統一した。
20世紀初頭、清国が「中華民国」に滅ぼされ、それと伴い、チャイナドレスは「自由で独立した新しい女性の象徴」として高く評価されており、短期間で全中国に広がって旧満洲服を取り代わっていた。当時の中国人女性はほぼ全員がチャイナドレスを着ていた。
20世紀中盤、共産主義国家の「中華人民共和国」は中華民国を台湾に追い出し、中国全土を支配している。1960年代には、中国の伝統をすべて否定する「文化大革命」が起こり、チャイナドレスは「帝国主義の清や資本主義の民国に媚びた服」に認定され、一気に着られなくなった。しかし、香港や台湾・シンガポール・マレーシア・アメリカにおける華人コミュニティでは、共産主義に反対する象徴としてチャイナドレスの文化が保存し続けている。
20世紀末、中国共産党は「改革開放」の政策により、社会主義をやめて資本主義に移行している。一度中断していたチャイナドレスは、娯楽場のウェイトレスの制服や売春婦の装束として復活し、その後、露出の少ない正統的なチャイナドレスが「1997年の香港返還」をキッカケに再び中国で流行している。今のチャイナドレスは中国女性の正式的な礼装の1つとなっている。

### 中華民国の時代

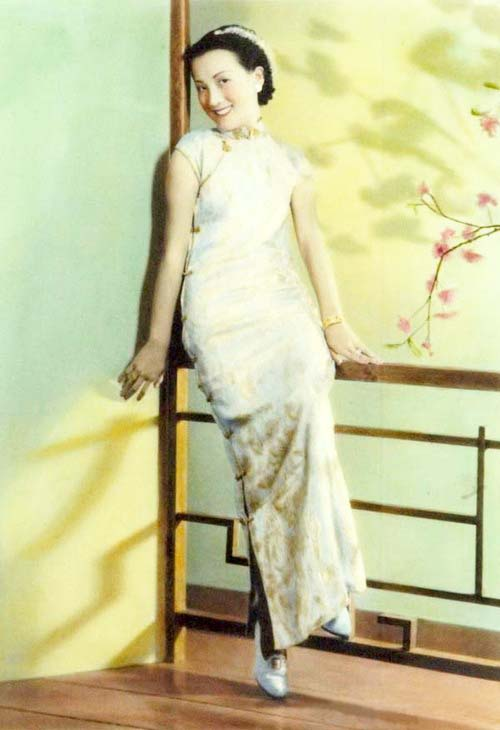
1930年代の上海の女性歌手、周璇のチャイナドレス姿

辛亥革命による1912年の中華民国成立後、ナショナリズム（民族意識）の高まりの中、洋装の自由さと伝統の折衷を意識して、洋服を旗装風に改良したデザインが1920年代半ばに登場する。当初のデザインは背心（ベスト）をゆったりと身幅をとり身丈に伸ばしたものであった。発明者は女学生という説、花柳界という説がある。この衣服がチャイナドレスの直接の源流と考えられる。また、スラックスの替わりに西洋風のスカートをあしらった物も女学生のファッションとして流行した。
1920年代に上海租界から流入した西洋文化の影響を受けて発達した新型旗袍は「摩登」（「モダン」）な服装として、中国の女性が従うべき伝統的な「三従四徳」の規範から西洋的な男女平等を表現するための服装として当時の中華民国の人々からは受け止められ、男性からは批判を受けた。
1930年代に入り、上海にモダンブームが起きる。伝統社会では忌避されてきた腕や脚部を露出する行為が旧社会からの解放として提唱された。この時期に登場した新式旗袍が、日本語のチャイナドレスにほぼ該当する。新式旗袍では、スカートやスラックスを廃止しワンピースに仕立て、スリットから脚部を露出するように改められた。また、胸や腰の曲線を強調するためにタイトなデザインが採用された。チャイナドレスは有閑階級の若い女性や花柳界、芸能界のファッションとして流行した。新式旗袍は上海で流行し始めたので当時は海派旗袍と呼ばれることが多かった。流行は各国の華僑社会、そして戦前の日本のモガにも及んだ。
日中戦争下では戦時中ということもあり、食糧問題や医療問題が衣料供給よりも優先されたために華美ではない旗袍が流行し、対日戦争末期から終結直後の民国期には男性の「青年装」と並んで、女性には「短旗袍」と呼ばれる非常時向けの活動性を重視した旗袍が推奨され、1947年頃の旗袍はファッション性よりも「国民服」的な位置付けが重視される衣装となっていた。

### 中華人民共和国建国及び以降

#### チャイナドレス禁止令
中国大陸において、1949年10月1日の中華人民共和国成立後から1956年の百花斉放百家争鳴の時期までは、知識人女性のファッションとして認められていた。しかし、百花斉放百家争鳴による中国共産党批判に衝撃を受けた毛沢東主席が翌1957年に反右派闘争を開始すると、旧時代において労働しないことを衒った衣服として、女性の旗袍は男性の長袍とともに否定されるに至った。1958年にルーマニア人民共和国の首都ブカレストで開かれた博覧会場で数十着のチャイナドレスが展示されたのを最後に、公の場で肯定的に扱われることはなくなった。その環境下でも、国家主席となった劉少奇が1963年に東南アジアを歴訪した際に、同行した夫人の王光美は礼装としてチャイナドレスを着用している。これは彼女が「チャイナドレスこそ中国の女性にもっともふさわしい民族服」と考えてのことだった。
しかし、1966年より始まった文化大革命では、劉少奇とともに攻撃対象となった王光美に対して、前記のチャイナドレスが「外国に媚びた服装」として批判や揶揄の材料にされた。また、文化大革命期には人民服や軍服などの視覚的に男女差や社会階級を感じさせない衣服が主流となった。これらの事情のため、文革期には紅衛兵の追及を避けるために、一般家庭では発見される前に所有者自ら古着のチャイナドレスを秘かに廃棄した。
1976年の毛沢東主席の死後、鄧小平が実権を掌握し、1978年より改革開放路線が開始されると、1980年代、公式イベントでコンパニオンが深いスリットのチャイナドレスを着用して登場したことが契機となり、チャイナドレスへの偏見は下火となった。

#### 解禁後

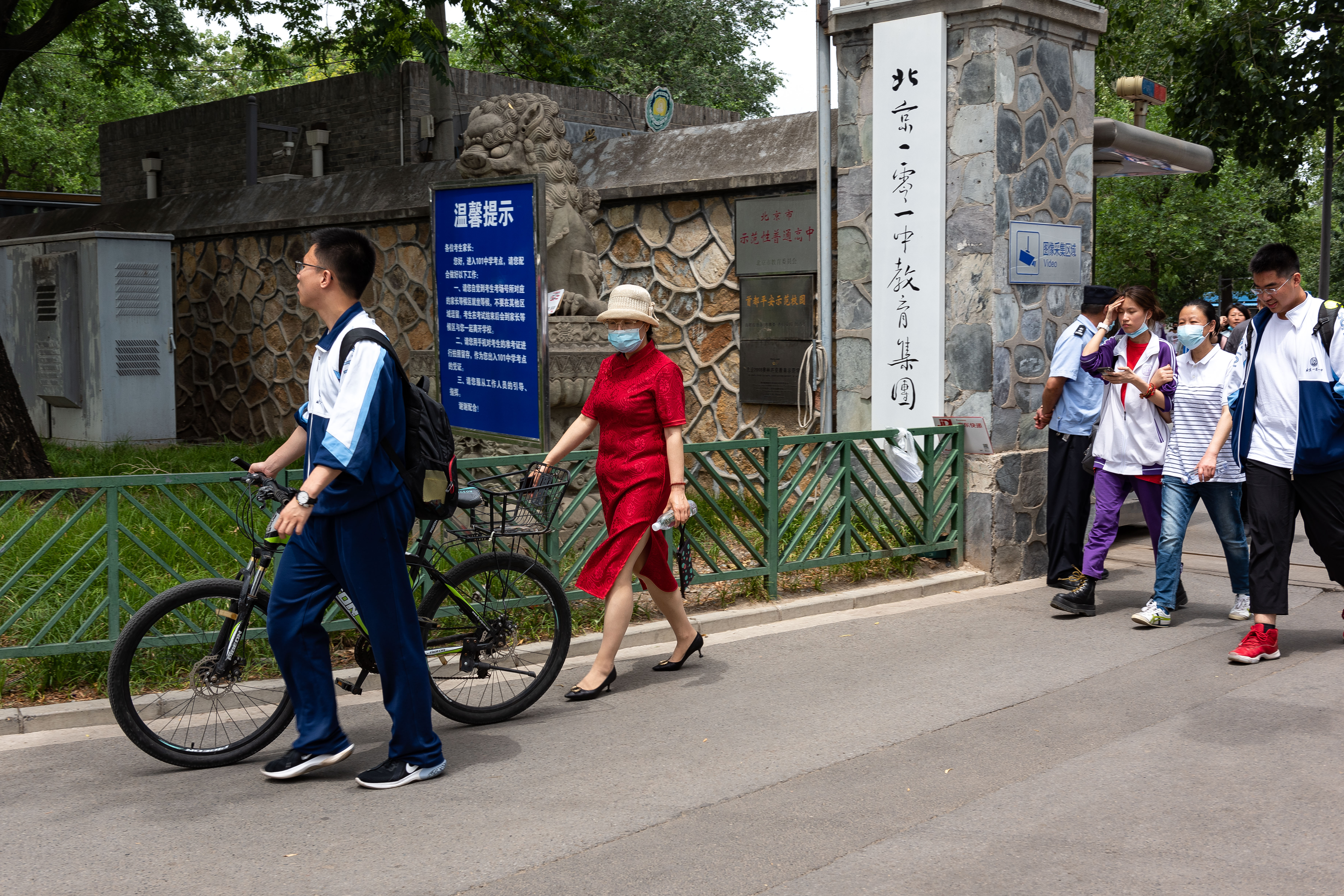
高考の試験会場から出る受験者とチャイナドレスを着た保護者（2021年）

1978年の改革開放以後、香港から文物が流入するに伴い、チャイナドレスは第二の興隆期を迎えている。なかでも1997年の香港返還が大きな契機となり、2000年公開の香港映画『花様年華』の影響もあって女性の間でブームが起きた。2001年に上海で開催された第13回APEC首脳会議にて中国の「伝統服」として唐装が採用された後、旗袍（チャイナドレス）は中国のマスメディアから「伝統服」の扱いを受けている。
現在では、芸能界やパーティドレスとして着用されることが珍しくなくなっている。生地の柄や刺繍に凝った物が多く、有名デザイナーにより斬新なデザインが次々と発表される中国製チャイナ、花柄飾りボタンが多く民国時代の伝統を残すクラシックな香港製チャイナ、スパンコールを多用する台湾製チャイナなどそれぞれに特徴と風格を有している。
1949年10月1日の中華人民共和国成立後、1950年代後半の大躍進政策や1966年から始まったプロレタリア文化大革命でのブルジョワ文化迫害によって、チャイナドレスは中国大陸では一時消滅し、その伝統は香港・台湾で伝統が引き継がれた。1978年より始まった改革開放路線以後、中国大陸でも復活した。
現在では中国大陸・香港・台湾それぞれに独特の発展が見られる。
2020年代から普通高等学校招生全国統一考試（高考）では「旗開得勝」という故事成語にかけて、験担ぎのために母親がチャイナドレスを着ることが流行し、受験シーズンには売り上げが増加する。

## デザイン

### 中国大陸

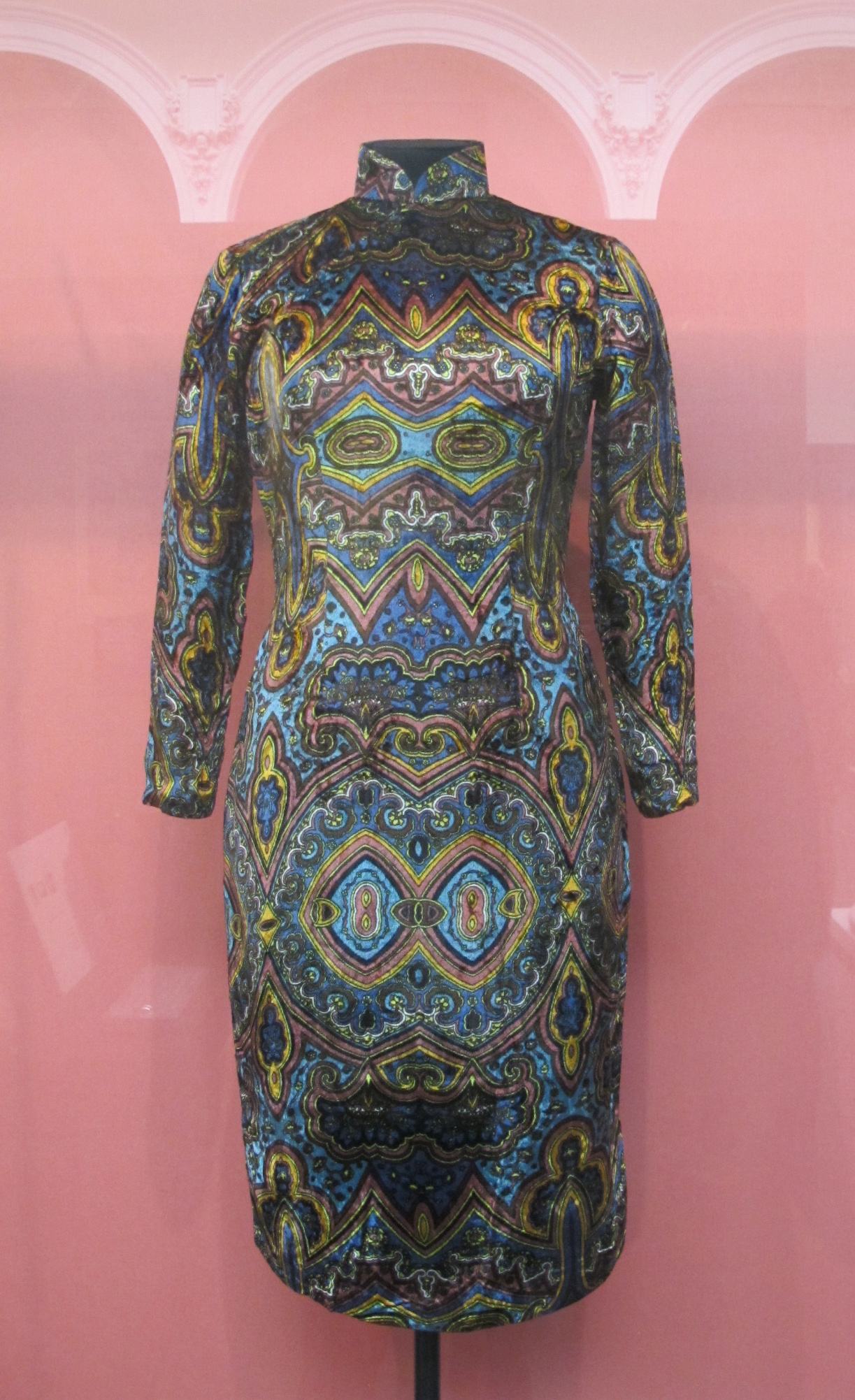
1960年代から1970年代頃の中国大陸のチャイナドレス。中華文様は一切無く、西洋のパターンを中心にデザインしたもの

中国および華僑・華人のチャイナドレスのデザインは二つがある。一つは蛍光の赤色生地に、金色の鳳凰・龍・牡丹・蝶々などの中華風の紋様を強調するタイプ。もう一つは灰色系の生地に、地味な図柄や西洋的パターンを取り入れたタイプ。中国の流行に見ると、清王朝の時代および1980年代～2010年代は豪華さを意識する前のタイプのほうが好まれていたが、中華民国の時代や2010年代以降は優雅さを意識する後ろのタイプが好まれている。
つるつるとした感触を生み出すため、一般的にチャイナドレス用の生地は絹が主流。その他に麻・ウール・化学繊維等、洋服に使用されるような生地を使用する場合もある。
肩のパイピングは袖の布地を分けた洋服風と、一体の布地を断裁した旧式の二種類がある。襟はおおむね詰め襟だが、旧式旗袍・新式旗袍ともに折り襟も存在する。
左右どちらかに合わせ、脇の高い位置にボタンを配置して止めている大襟、左右の肩と腹部からの3つの布地に分けて胸部をアーチ上に留める枇杷襟、一般的な洋服のように、垂直に襟を突き合わせボタンで留める物など、胸部のデザインも一定ではない。なお、タイトなチャイナドレスの場合、飾りボタンでは着用が困難で、胸がはだけるおそれもある。そのため前の合わせは単なる装飾に退行し、背中のファスナーを開閉するようにしているものが主流となっている。また、雫形のカットを首下にあしらうなどして、合わせを完全に廃止したものもある。
襟の高さも一様ではない。洋服の襟のような折り襟、襟を廃止した丸首も存在する。チャイナドレスの特徴である詰襟は一般的に女性らしいなで肩のラインを強調するため、高めに設定すると優雅に見られる。そのようなことから1960年代の香港では首を詰めた高い襟が流行したこともある。
チャイナドレスの意匠にはスリットが重要だが、有閑階層の普段着または外出着として用いられていた例においては、裾はくるぶし、スリットは膝丈が普通であった。現代の芸能界やパーティドレスに着用される物はこの限りではなく、深いスリットを強調したものがむしろ有名となっている。また、マーメイドラインにデザインされている場合、デザインの都合上スリットを廃止しているものも多く見られる。

### 香港

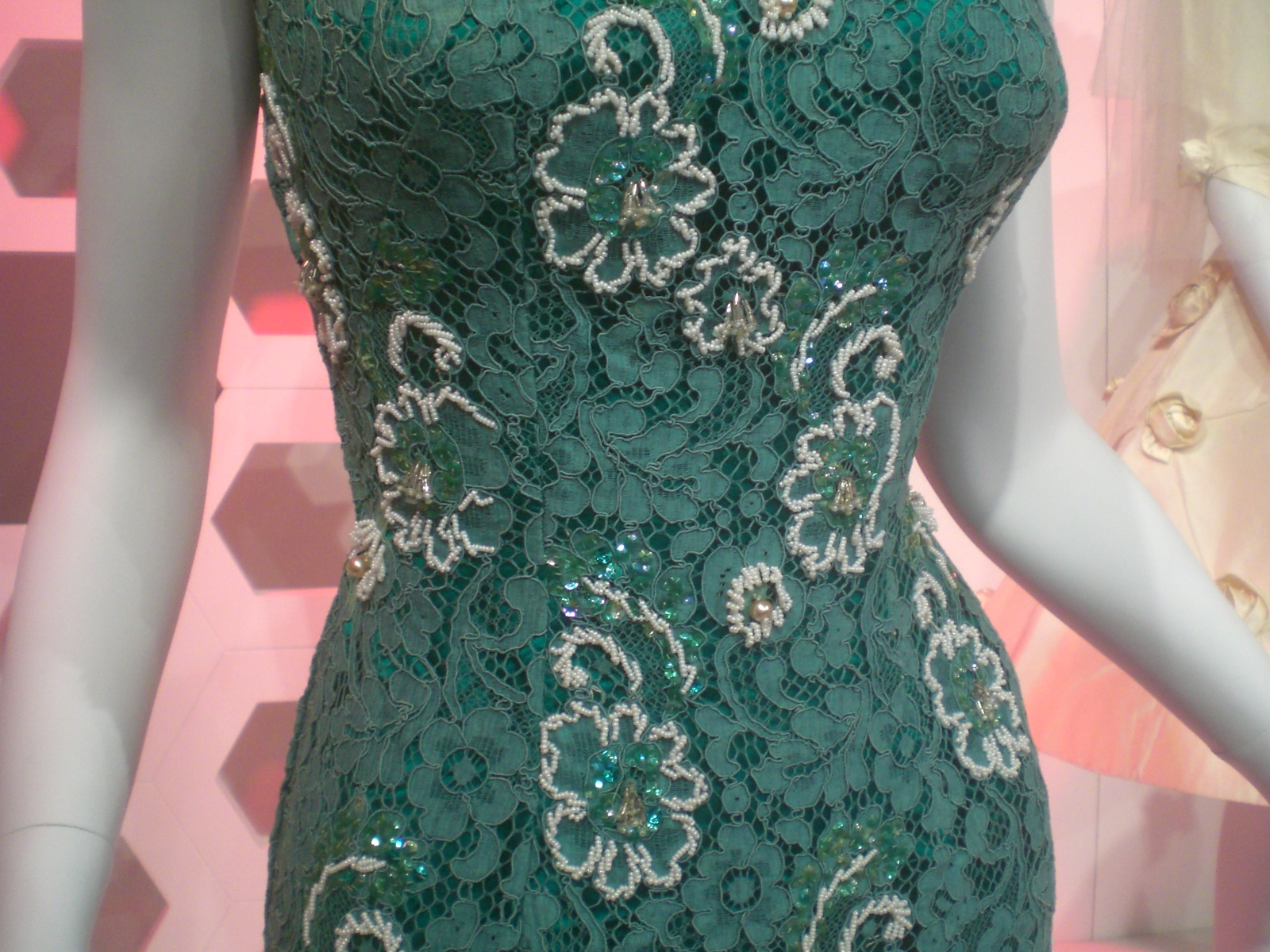
香港映画の女優、林黛（:zh:林黛）が着用していたチャイナドレス。

香港や各国華僑社会では、中国共産党支配から逃れてきた知識人や有閑階級の女性たちが好んで着用したため、1960年代までは女性の外出着として定着していた。洋装が定着した現在、普段着として着用されることは稀であるが、礼装として、あるいは各種職業の制服として、独自の発展を遂げたチャイナドレスを見ることはできる。
また、日本に最も影響を与えたチャイナドレスは香港で発展したものである。

### 台湾
台湾は、戦後に中華民国の統治下に入ったことに伴い、中国人（外省人）が支配階層となったことで中国文化の影響が強まった。その後、国共内戦に敗北した中国国民党・中華民国政府の台湾への避難と共に多くの支配階層や知識人階層が渡った。これらの上流階級の女性が好んで着用していたこともあり、台湾ではチャイナドレスが外出着として1950年代に普及した。台湾には亡命する支配階層に随行した仕立て職人が多く、生地や縫製の質が高いことでも評価されていた。しかし、日本統治時代から洋装が定着していたため、台湾人（本省人）にはあまり普及していない。
さらに1960年代をピークに徐々に流行は下火になり女性の普段着として用いられることはほとんど見られなくなった。しかし、芸能界や飲食業などでは今でも着用した女性を見ることは多い。また、一般の女性の間でも、婚礼などでの礼装のバリエーションとして着用されることはある。日本人の土産物としても人気がある。

### 華僑
海外の中華街などの土産物店で見かけるチャイナドレスなどは外国向けに量産した輸出用の既製品が多い、現地では本格的なオーダー物を生地から選んで仕立てるのが一般的。

### 日本
日本でのチャイナドレスは、一般的に派手な中華風の吉祥文様が愛用されているというイメージがある。吉祥を意識し、赤・黒・青・緑・ピンク・白の六つの系統の生地が主流である。1930年代前半のモガブームの頃からチャイナドレスへの興味が高まった。戦後の1980年代、香港の格闘映画や格闘ゲームの影響から、チャイナドレスはパーティドレスの一種として定着している。1990年代後半、中国・台湾・香港への留学生が増えたこともあり、一時的にチャイナドレスの意匠をあしらったTシャツやジャケットが流行したことがあった。2000以降、中国・華人社会ほどではないにしても、コスプレ衣装として露出度を高めたものが横行している。一方、2021年現在では古典的な民国風チャイナドレスを好む人たちが徐々に増えていると言われている。

## その他
- 日本手話の中で、「中国」を表す時には「チャイナドレスのデザインを体に描く」ということから生じている。これは中国の民族衣装ではないはずのチャイナドレスが、いかに日本人の印象に浸透したかを示した一つの証左だと言える。

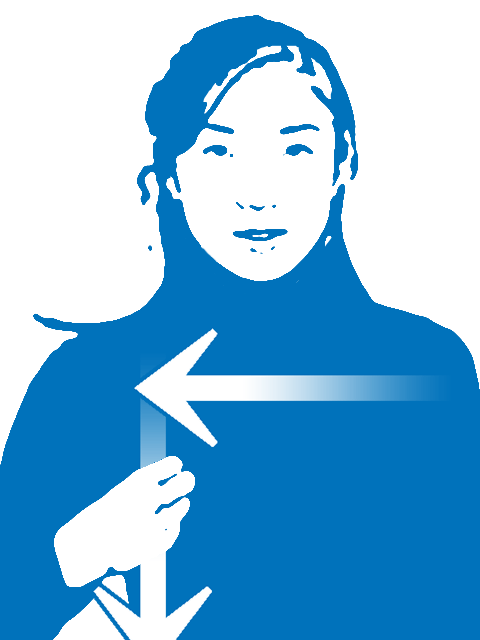
中国:鉛筆を持つような手形（指文字でいう「も」）でチャイナドレスのデザインを描く。

- 台湾の航空旅行会社であるチャイナエアラインの客室乗務員の制服は、チャイナドレスをベースにデザインされている。旅行雑誌等のランキングで常に上位になるほど人気があった。2007年に制服が変更されたがチャイナドレスベースなのは変わっていない。
- 日本の芸能界では女性芸能人が衣装やコスチュームとして、テレビや映画、CMの収録、グラビア撮影、イベントなどで着用する場合が見られる[62]。